# Tempête tropicale Agatha (2010)
La tempête tropicale Agatha est la première tempête nommée de la saison cyclonique 2010 dans le bassin de l'océan Pacifique. Affectant plusieurs pays d'Amérique centrale entre le 29 et 30 mai 2010, elle s'accompagne de rafales de vent relativement modérées (75 km/h) mais provoque d'importants cumuls de précipitations qui donnent lieu à des glissements de terrain aux conséquences désastreuses.
Le bilan provisoire des intempéries est ainsi de 156 morts et 100 disparus au Guatemala, 11 morts au Salvador et 18 morts au Honduras. La tempête Agatha est la plus meurtrière à affecter la région depuis le passage du cyclone Pauline en 1997.

## Évolution météorologique
Agatha se forme le 24 mai à proximité des côtes du Costa Rica à partir d'une région convective. À cette date, les météorologues enregistrent un creux barométrique s'étendant jusqu'au sud-ouest de la mer des Caraïbes, en association avec la zone de convergence intertropicale (ZCIT). Le système se déplace ensuite progressivement vers le nord-ouest. Le 25 mai, tandis que la convection se concentre de plus en plus, le Tropical Prediction Center alerte sur le potentiel du système, susceptible de se transformer en dépression tropicale. Le lendemain, après une brève période de désorganisation, les différents centres de circulation se réorganisent en un seul, bien que sans une circulation bien définie.
Le 29 mai, l'organisation de la circulation et la convection augmentent suffisamment pour que le Tropical Prediction Center commence à diffuser des bulletins de suivi sur cette dépression tropicale, baptisée Uno-E, située alors à environ 475 kilomètres à l'ouest des côtes salvadoriennes. Se trouvant dans une région de faible cisaillement des vents, en association avec une température de surface de la mer de l'ordre de 30 degrés Celsius, la dépression se renforce progressivement, atteignant le stade de tempête tropicale quelques heures plus tard. La situation est alors suivie de très près par les services météorologiques, lesquels estiment à 40 % de probabilités qu'une rapide intensification se mette en place. La proximité des terres empêche cette évolution : la tempête atteint les côtes dans le courant de l'après-midi aux environs de la frontière du Mexique et du Guatemala et commence dès lors à perdre en intensité, non sans provoquer des pluies diluviennes et d'importants glissements de terrain dans les régions concernées. Les rafales de vent, qui atteignaient 75 km/h avant de toucher terre, soufflent en rafales très modérées de 40 km/h, tandis que la pression atmosphérique, tombée à 1 000 hPa, remonte en quelques heures à 1 007 hPa. Le système se dissipe le 30 mai.

## Bilan
À l'instar des autres pays de la région, le Nicaragua est touché par des pluies diluviennes en relation avec le système dépressionnaire. Les services de sécurité rapportent la mort d'au moins une personne, emportée par une rivière en crue. De nombreuses maisons et infrastructures sont endommagées dans l'ensemble du pays. Dans le département d'Estelí, l'armée de l'air vient à la rescousse de 24 personnes prises au piège dans leurs maisons.
Au Guatemala, le volcan de Pacaya, situé à environ 25 kilomètres au sud de la capitale, Guatemala, entre en éruption le 27 mai, tuant une personne et obligeant près de 2 000 personnes à évacuer leurs foyers. Les pluies abondantes causées par Agatha aggravent la situation et de nombreux lahars sont relevés. Des glissements de terrain sont relevés dans plusieurs régions, essentiellement dans le sud du pays, gênant le trafic routier et l'arrivée des secours. Dans la région de Almolonga, les glissements de terrain provoquent la mort de quatre personnes ainsi que de nombreux dégâts matériels. À San Antonio Palopó, 25 maisons ont été emportées, causant la mort de 15 personnes. À Guatemala, des phénomènes similaires conduisent à la formation d'une doline, cavité béante de près de 30 mètres de profondeur en plein cœur de la capitale. De nombreuses localités sont touchées à des degrés divers, les services de sécurité annonçant un bilan de 156 morts, 100 disparus et 75 000 sinistrés dans l'ensemble du pays. Dans le sud du Mexique, dans l'état du Chiapas, 120 familles ont été évacuées en raison des risques d'inondation et de glissements de terrain.
Au Honduras, selon un décompte de la Commission permanente de contingence (CoPeCo), la tempête à causé la mort de 18 personnes et provoqué de nombreux dégâts matériels au niveau des infrastructures, touchant nombre d'habitations, routes, ponts et plantations. Le président de la république Porfirio Lobo décrète l'état d'urgence nationale le 30 mai dans 14 des 18 départements du pays.
Au Salvador, de nombreuses inondations ont affecté le pays, obligeant les autorités à des évacuations d'urgence à San Salvador, la capitale, ainsi que dans cinq autres localités. Au total, 11 personnes ont perdu la vie durant ces intempéries. Le 30 mai, le président de la république Mauricio Funes décrète l'état d'urgence nationale.